# 斐濟朽葉夜蛾
斐濟朽葉夜蛾（学名：Bastilla vitiensis）为夜蛾科朽葉夜蛾屬下的一个种。